# Kerstlingerode

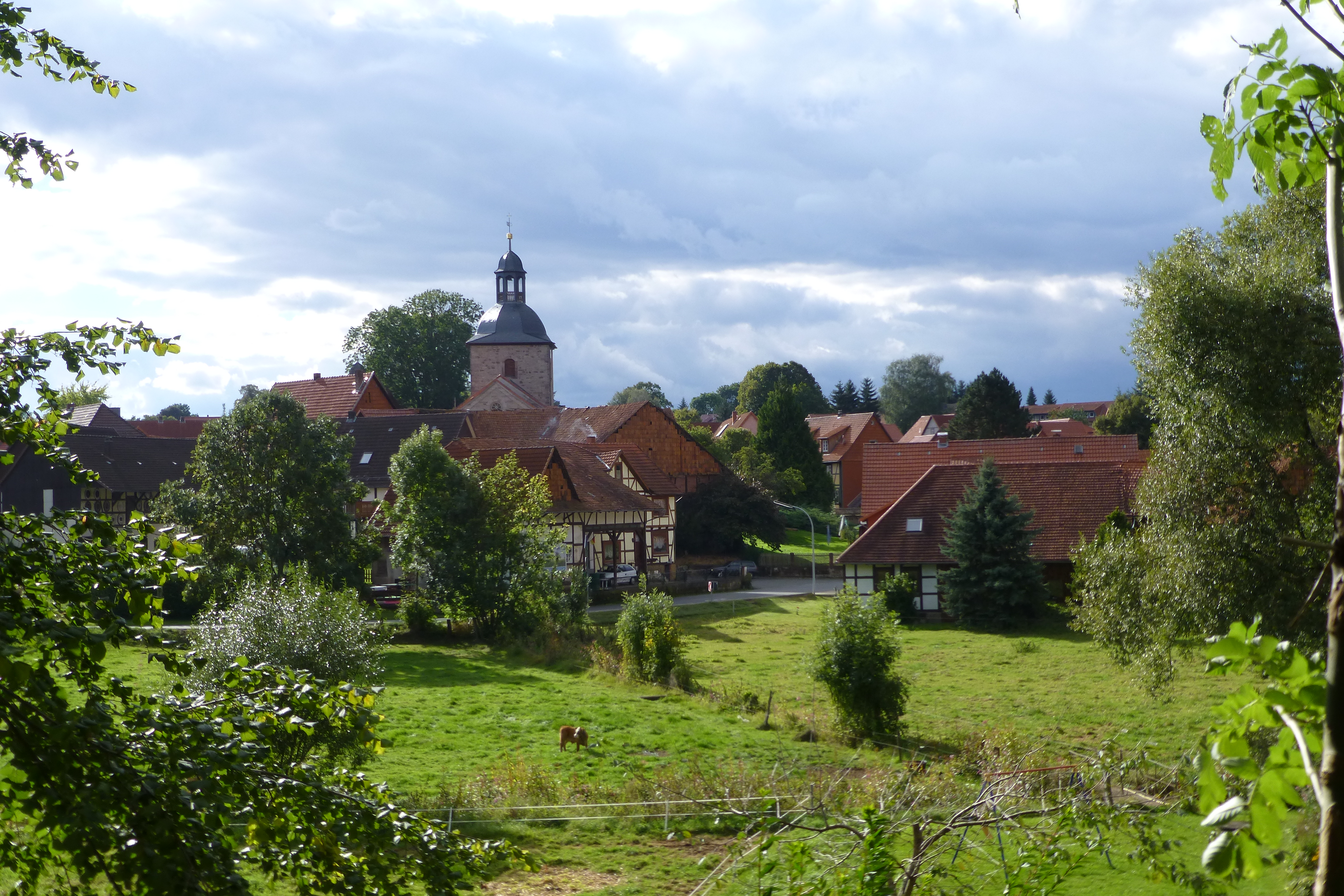
Ansicht von Kerstlingerode

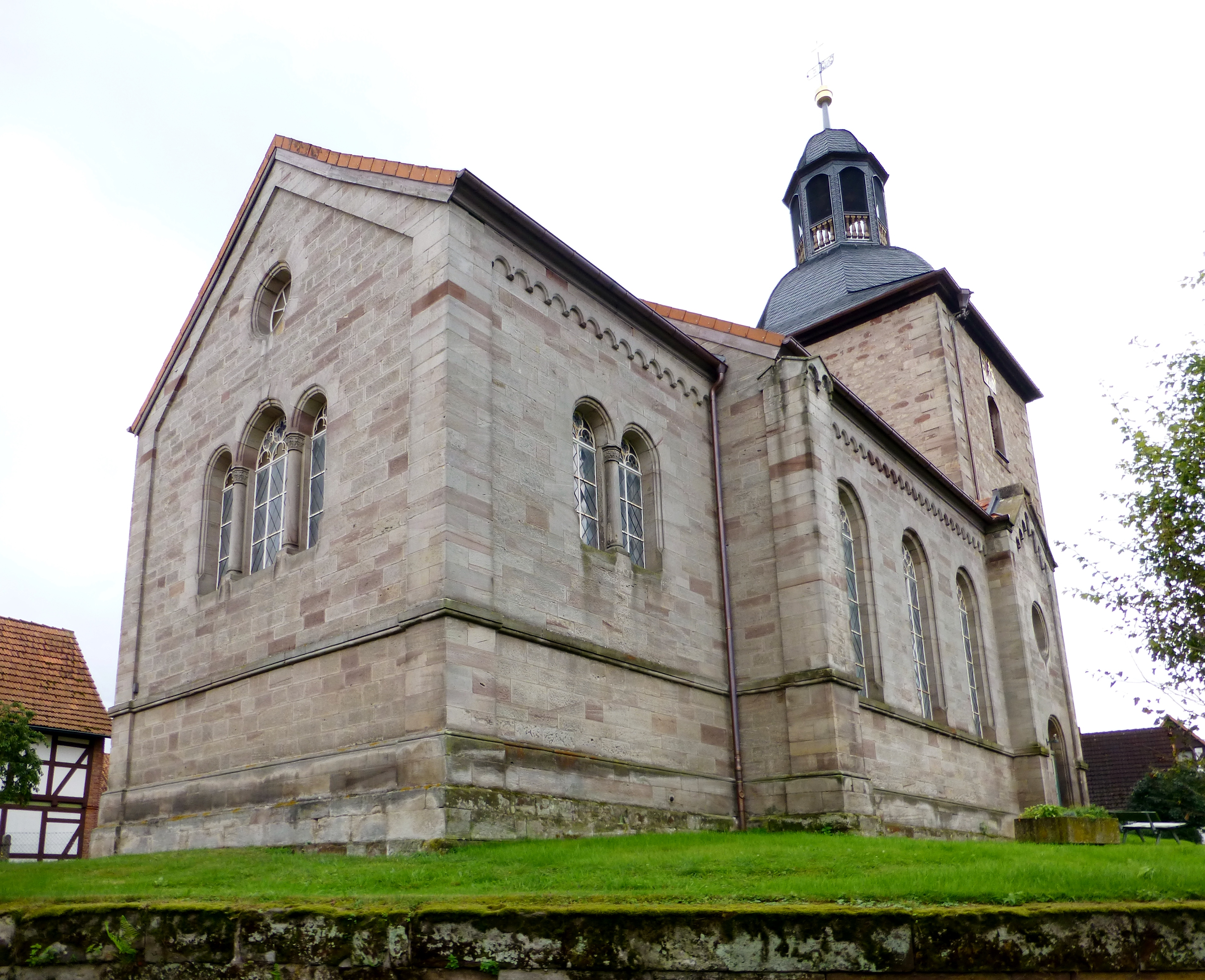
Die Kirche St. Johannes in Kerstlingerode

Kerstlingerode ist ein Ortsteil der Gemeinde Gleichen im Landkreis Göttingen in Südniedersachsen mit 225 Einwohnern, davon 214 mit Hauptwohnsitz im Ort (Stand: 1. Januar 2025).

## Lage
Kerstlingerode liegt ungefähr 10 Kilometer südöstlich von Göttingen im Oberen Gartetal. Durch Kerstlingerode fließt die Garte, ein 23 km langer Nebenfluss der Leine. Unmittelbare Nachbarorte sind Rittmarshausen im Nordwesten und Beienrode im Südosten. Verkehrsmäßig ist der Ort über die Landesstraßen L 559 nach Göttingen und Duderstadt sowie die L 567 nach Bischhausen angeschlossen.

## Geschichte
Im Zuge der Gemeindegebietsreform wurde Kerstlingerode am 1. Januar 1973 ein Ortsteil der neu gebildeten Gemeinde Gleichen.

## Politik

### Ortsrat
Der Ortsrat setzt sich aus fünf Ratsfrauen und Ratsherren zusammen.
- Wählergemeinschaft Kerstlingerode: 5 Sitze

(Stand: Kommunalwahl am 12. September 2021)

### Ortsbürgermeister
Ortsbürgermeisterin von Kerstlingerode ist Sabine Lorch.

### Wappen
| Wappen von Kerstlingerode | Blasonierung: „In Blau ein schräglinker goldener (gelber) Wechselzinnenbalken, begleitet von zwei silbernen (weißen) Halbmonden.“ |
| Wappen von Kerstlingerode | Wappenbegründung: Das von Heinz Reise entworfene Wappen wurde vom niedersächsischen Ministerium des Inneren am 23. Mai 1956 genehmigt. Es bezieht sich auf das Wappen der Herren von Kerstlingerode, deren Mannesstamm bereits im Jahre 1642 erloschen ist. |

## Kultur und Sehenswürdigkeiten

### Vereine
- TSV Kerstlingerode/Gelliehausen von 1968 e. V.[6]
- Ortsfeuerwehr Kerstlingerode der Freiwilligen Feuerwehr Gemeinde Gleichen[7]
- Schützenverein Kerstlingerode von 1910 e. V.[8]
- Posaunenchor
- Frauenchor

### Kirche
- ev.-luth. St. Johanneskirche: Die Kirche birgt eine Orgel aus der Werkstatt von Carl Heyder aus dem Jahre 1860, die 2006 von Orgelbau Waltershausen restauriert wurde.

## Persönlichkeiten
- Johann Christoph Friedrich Heise (1718–1804), in Kerstlingerode geborener Jurist, Schriftsteller und Bibliothekar der Bibliothek des Collegium Carolinum